# Keith Tkachuk
Pour les articles homonymes, voir Tkachuk.
Temple de la renommée américain : 2011
Keith Tkachuk (né le 28 mars 1972 à Melrose dans le Massachusetts) est un joueur américain professionnel de hockey sur glace.

## Biographie

### Carrière de joueur
Tkachuk a commencé le hockey au cours de ses études dans l'enseignement secondaire, à la Malden Catholic High School. Il est choisi par les Jets de Winnipeg au cours du repêchage d'entrée dans la LNH 1990 au premier tour (19e choix au total).
Il a suivi la franchise lors de son déménagement à Phoenix (Arizona).
Sa meilleure saison est la saison 1995-1996 de la LNH où il compte 98 points. La saison d'avant, il avait inscrit 52 buts (plus grand nombre de buts de sa carrière).
Depuis ses performances ne vont qu'en déclinant et à la suite du lock-out 2004-2005 il rate même un examen médical forçant sa nouvelle équipe, les Blues de Saint-Louis à le suspendre.
Il est échangé le 25 février 2007 aux Thrashers d'Atlanta en retour de Glen Metropolit, un choix de première ronde et un autre de troisième ronde en 2007 ainsi qu’un choix de deuxième ronde en 2008. Pour la saison 2007-2008, il revient chez les Blues.
Le 30 novembre 2008, il obtient son 1000e point en carrière contre les Thrashers d'Atlanta.
Le 7 avril 2010, il annonce qu'il met un terme à sa carrière à l'issue de la saison 2009-2010 de la LNH.

### Carrière internationale
Tkachuk a participé à quatre tournois olympiques pour les États-Unis et a remporté une médaille d'argent aux Jeux de 2002 à Salt Lake City. Il a également été sélectionné pour des Championnats du monde de hockey.

## Parenté dans le sport
Il est le père des joueurs de hockey professionnels, Matthew Tkachuk et Brady Tkachuk. Il est cousin avec Tom Fitzgerald. Il est aussi petit-cousin avec les joueurs de hockey Kevin Hayes et Jimmy Hayes.

## Statistiques

### Statistiques en club
| Saison     | Équipe               | Ligue      |       | Saison régulière | Saison régulière | Saison régulière | Saison régulière | Saison régulière |    | Séries éliminatoires | Séries éliminatoires | Séries éliminatoires | Séries éliminatoires | Séries éliminatoires |
| Saison     | Équipe               | Ligue      | PJ    | B                | A                | Pts              | Pun              | PJ               | B  | A                    | Pts                  | Pun                  |                      |                      |
| 1990-1991  | Terriers de Boston   | NCAA       | 36    | 17               | 23               | 40               | 70               |                  |    |                      |                      |                      |                      |                      |
| 1991-1992  | Jets de Winnipeg     | LNH        | 17    | 3                | 5                | 8                | 28               | 7                | 3  | 0                    | 3                    | 30                   |                      |                      |
| 1992-1993  | Jets de Winnipeg     | LNH        | 83    | 28               | 23               | 51               | 201              | 6                | 4  | 0                    | 4                    | 14                   |                      |                      |
| 1993-1994  | Jets de Winnipeg     | LNH        | 84    | 41               | 40               | 81               | 255              |                  |    |                      |                      |                      |                      |                      |
| 1994-1995  | Jets de Winnipeg     | LNH        | 48    | 22               | 29               | 51               | 152              |                  |    |                      |                      |                      |                      |                      |
| 1995-1996  | Jets de Winnipeg     | LNH        | 76    | 50               | 48               | 98               | 156              | 6                | 1  | 2                    | 3                    | 22                   |                      |                      |
| 1996-1997  | Coyotes de Phoenix   | LNH        | 81    | 52               | 34               | 86               | 228              | 7                | 6  | 0                    | 6                    | 7                    |                      |                      |
| 1997-1998  | Coyotes de Phoenix   | LNH        | 69    | 40               | 26               | 66               | 147              | 6                | 3  | 3                    | 6                    | 10                   |                      |                      |
| 1998-1999  | Coyotes de Phoenix   | LNH        | 68    | 36               | 32               | 68               | 151              | 7                | 1  | 3                    | 4                    | 13                   |                      |                      |
| 1999-2000  | Coyotes de Phoenix   | LNH        | 50    | 22               | 21               | 43               | 82               | 5                | 1  | 1                    | 2                    | 4                    |                      |                      |
| 2000-2001  | Coyotes de Phoenix   | LNH        | 64    | 29               | 42               | 71               | 108              |                  |    |                      |                      |                      |                      |                      |
| 2000-2001  | Blues de Saint-Louis | LNH        | 12    | 6                | 2                | 8                | 14               | 15               | 2  | 7                    | 9                    | 20                   |                      |                      |
| 2001-2002  | Blues de Saint-Louis | LNH        | 73    | 38               | 37               | 75               | 117              | 10               | 5  | 5                    | 10                   | 18                   |                      |                      |
| 2002-2003  | Blues de Saint-Louis | LNH        | 56    | 31               | 24               | 55               | 139              | 7                | 1  | 3                    | 4                    | 14                   |                      |                      |
| 2003-2004  | Blues de Saint-Louis | LNH        | 75    | 33               | 38               | 71               | 83               | 5                | 0  | 2                    | 2                    | 10                   |                      |                      |
| 2005-2006  | Blues de Saint-Louis | LNH        | 41    | 15               | 21               | 36               | 46               |                  |    |                      |                      |                      |                      |                      |
| 2006-2007  | Blues de Saint-Louis | LNH        | 61    | 20               | 23               | 43               | 92               |                  |    |                      |                      |                      |                      |                      |
| 2006-2007  | Thrashers d'Atlanta  | LNH        | 18    | 7                | 8                | 15               | 34               | 4                | 1  | 2                    | 3                    | 12                   |                      |                      |
| 2007-2008  | Blues de Saint-Louis | LNH        | 79    | 27               | 31               | 58               | 69               |                  |    |                      |                      |                      |                      |                      |
| 2008-2009  | Blues de Saint-Louis | LNH        | 79    | 25               | 24               | 49               | 61               | 4                | 0  | 0                    | 0                    | 2                    |                      |                      |
| 2009-2010  | Blues de Saint-Louis | LNH        | 67    | 13               | 19               | 32               | 56               |                  |    |                      |                      |                      |                      |                      |
| Totaux LNH | Totaux LNH           | Totaux LNH | 1 201 | 538              | 527              | 1 065            | 2 219            | 89               | 28 | 28                   | 56                   | 176                  |                      |                      |

### Statistiques en équipe nationale
| Année  | Compétition          |    | PJ | B | A  | Pts | Pun |
| 1992   | Jeux olympiques      | 8  | 1  | 1 | 2  | 12  |     |
| 1996   | Championnat du monde | 7  | 5  | 1 | 6  | 44  |     |
| 1998   | Jeux olympiques      | 4  | 0  | 2 | 2  | 6   |     |
| 2002   | Jeux olympiques      | 5  | 2  | 0 | 2  | 2   |     |
| 2004   | Championnat du monde | 5  | 5  | 1 | 6  | 23  |     |
| 2006   | Jeux olympiques      | 6  | 0  | 0 | 0  | 8   |     |
| Totaux | Totaux               | 35 | 13 | 5 | 18 | 85  |     |

## Trophées
- Sélectionné dans l'équipe de recrues de la ligue NCAA : 1991
- Sélectionné dans la seconde équipe d'étoiles de la LNH : 1995, 1998
- Sélectionné pour le Match des étoiles de la LNH : 1997, 1998, 1999, 2004, 2009